# John Alexander Armstrong
John Alexander Armstrong Jr. (ur. 4 maja 1922 w St. Augustine, zm. 23 lutego 2010 tamże) – amerykański historyk, historyk idei, sowietolog i badacz zagadnień nacjonalizmu. Profesor Wydziału Nauk Politycznych Uniwersytetu Wisconsin-Madison.
Pochodził z rodzin imigrantów irlandzkich i hiszpańskich (z Minorki). Uczęszczał do szkół publicznych w Jacksonville, uzyskując maturę w 1940. Pracował w pralni, później w U.S. Corps of Engineers, zbierając środki na studia wyższe. W 1942 rozpoczął studia na uniwersytecie w Chicago, w listopadzie został jednak powołany do wojska. Po lądowaniu aliantów w Normandii służył w służbach kwatermistrzowskich armii USA w Belgii.
Po ukończeniu studiów w Chicago i pobycie w Europie uzyskał doktorat z prawa publicznego i administracji na Uniwersytecie Columbia. Przedmiotem rozprawy doktorskiej był nacjonalizm ukraiński w czasie II wojny światowej. Praca została opublikowana w 1955 jako Ukrainian Nationalism, miała kolejne wydania w roku 1963 i 1990.
W 1954 został wykładowcą wydziału nauk politycznych Uniwersytetu Wisconsin. W ciągu sześciu lat awansował od asystenta do profesora zwyczajnego. Jego zainteresowania badawcze koncentrowały się wówczas na zagadnieniach sowietologii. W ciągu siedmiu lat opublikował trzy znaczące monografie w tym zakresie: The Soviet Bureaucratic Elite (1959), The Politics of Totalitarianism (1961) i Ideology, Politics and Government in the Soviet Union (1962). Krytycznie odnosił się do systemu sowieckiego i totalitaryzmu. Przez wiele lat był twórcą programów studiów dotyczących ZSRR, Europy Środkowo-Wschodniej i slawistyki Uniwersytetu Wisconsin. Prowadził wykłady poświęcone tej problematyce, a także obszerny i popularny wykład nt. polityki zagranicznej USA.
W 1973 opublikował pracę The European Administrative Elite. Za magnum opus Armstronga uznawana jest praca Nations Before Nationalism, opublikowana w 1982. Był zwolennikiem długiego trwania tożsamości narodowej.
Był pierwszym profesorem Wydziału Nauk Politycznych Uniwersytetu Wisconsin wyznania rzymskokatolickiego.
Przeszedł na emeryturę w roku 1984, osiedlił się na Florydzie w rodzinnym St. Augustine, gdzie zmarł.

## Niektóre prace
- Ukrainian Nationalism 1939–1945, New York 1955, Columbia University Press, 3 wyd. 1990, ISBN 0-87287-755-8

- The Soviet bureaucratic elite; a case study of the Ukrainian apparatus, New York [1959], Praegar

- The politics of totalitarianism; the Communist Party of the Soviet Union from 1934 to the present, New York 1961, Random House

- Ideology, politics, and government in the Soviet Union: an introduction, New York 1962, 4 wyd. 1986, ISBN 0-8191-5405-9

- Soviet partisans in World War II. With a foreword by Philip E. Mosely, Madison 1964, University of Wisconsin Press

- The Soviet Union : toward confrontation or coexistence? [New York: Foreign Policy Association], 1970

- The European administrative elite, Princeton University Press 1973, ISBN 0-691-07551-4

- Nations before Nationalism, Chapel Hill 1982, University of North Carolina Press ISBN 0-8078-1501-2